# スマーフ スマーフェットと秘密の大冒険
『スマーフ スマーフェットと秘密の大冒険』（en:Smurfs: The Lost Village）は、2017年に劇場公開されたアメリカ合衆国制作のファミリー映画である。ペヨによるコミック『スマーフ』を原作としている。ケリー・アズベリーが監督し、デミ・ロヴァート、レイン・ウィルソン、ジョー・マンガニエロ、ジャック・マクブレイヤーらが出演している。主題歌を歌うメーガン・トレイナーもスマーフ・メロディ役で出演している。

## あらすじ
遠いどこかの森にある村で、小さな青い妖精スマーフたちは幸せに暮らしていた。スマーフ村で唯一の女の子・スマーフェットは、自分が他のスマーフたちと何かが違うと感じ始めていた。そんなある日禁断の森でふしぎなスマーフと出会う。そのスマーフのあとを追っていくと、失われた村にたどり着く。そこにはふしぎなスマーフたちが生活をしていた。スマーフェットは自分の仲間なのではないかと考え始める。そんななか、意地悪な魔法使いガーガメルに失われた村の存在を知られてしまう。このままでは、禁断の森に住むふしぎなスマーフたちが危ない！新たな仲間たちを救うため、スマーフェットはヘフティ、クラムジー、ブレイニーと共に禁断の森を目指して旅に出る。

## キャスト
| キャスト             | キャスト                 | キャスト       |
| 役名                 | 声優                     | 日本語吹き替え |
| -------------------- | ------------------------ | -------------- |
| スマーフェット       | デミ・ロヴァート         | 松井暁波       |
| ガーガメル           | レイン・ウィルソン       | 斎藤寛仁       |
| ヘフティ             | ジョー・マンガニエロ     | 吉田ウーロン太 |
| クラムジー           | ジャック・マクブレイヤー | 竹森千人       |
| ブレイニー           | ダニー・プディ           | 辻本耕志       |
| パパスマーフ         | マンディ・パティンキン   | 茶風林         |
| スマーフ・ストーム   | ミシェル・ロドリゲス     | 寿美菜子       |
| スマーフ・ブロッサム | エリー・ケンパー         | 戸松遥         |
| スマーフ・リリー     | アリエル・ウィンター     | 豊崎愛生       |
| スマーフ・ウィロー   | ジュリア・ロバーツ       | 高垣彩陽       |
| スマーフ・メロディ   | メーガン・トレイナー     | AMI（Chelsy）  |

## 公開
北欧での公開は2017年4月7日。日本での公開は2017年10月7日。

## 音楽
アメリカのグラミー賞受賞歌手、メーガン・トレイナーが本作のために書き下ろした楽曲『I'M A LADY アイム・ア・レディー』がエンディングに使用されている。